# Miškin
Miškin [míškin] (rusko Мы́шкин) je mesto v evropskem delu Rusije v Jaroslaveljski oblasti. Leta 2010 je imelo 5770 prebivalcev. Leži na strmem levem bregu Volge nasproti izliva njenega desnega pritoka Juhota zahodno od Jaroslavlja.

## Zgodovina mesta
Na tem mestu je najprej v 15. stoletju obstajala vas, nato sloboda. Proti koncu 15. in v sredini 16. stoletja so z naseljem upravljali knezi Ušati. Status mesta je dobilo leta 1777. 
V času Sovjetske zveze je izgubilo status mesta. Od leta 1927 je bilo vas, od leta 1943 pa je bilo naselje mestnega tipa z imenom Miškino. Leta 1991 je spet pridobilo status mesta in sedanje ime. Ime ima po miški iz legende o knezu, ki je nekoč počival na bregu Volge. Po licu mu je smuknila miška in se je zaradi tega zelo razburil, potem pa je uvidel da ga je rešila pred strupeno kačo.